# Pat O’Brien (Schauspieler)

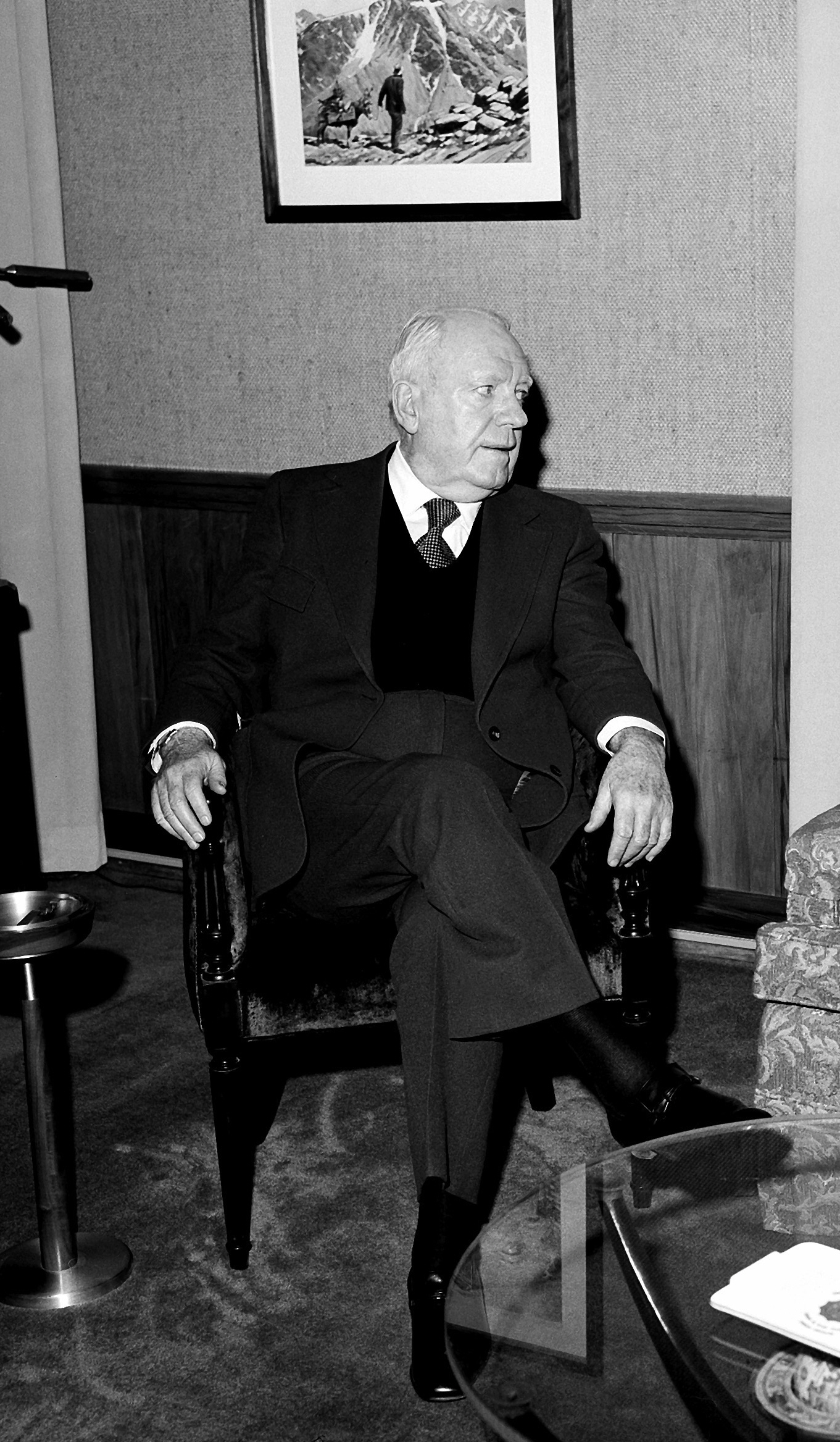
Pat O’Brien im April 1972

Pat O’Brien (* 11. November 1899 in Milwaukee, Wisconsin; † 15. Oktober 1983 in Santa Monica, Kalifornien; eigentlich William Joseph Patrick O’Brien) war ein US-amerikanischer Schauspieler irischer Abstammung, der unter anderem als Co-Star von James Cagney und Spencer Tracy fungierte.

## Leben und Karriere
Pat O’Brien wurde als Sohn irischer Eltern im US-Bundesstaat Wisconsin geboren. Er war in seiner Jugendzeit Ministrant in der Gesu Church in Milwaukee, später besuchte er die Marquette University. In der Schule freundete sich O’Brien eng mit Spencer Tracy an. Beide wollten ursprünglich Priester werden, traten dann aber der Marquette-Militärakademie bei. Über Umwege gelangten beide dann zur Schauspielerei. Er spielte unter anderem am Broadway. Ein großer Erfolg war das Stück Extrablatt (The Front Page) von Ben Hecht, wo er die Rolle des Walter Burns spielte. Als das Stück 1931 von Lewis Milestone als The Front Page verfilmt wurde, verkörperte jedoch Adolphe Menjou die Rolle des Burns und O’Brien übernahm die Partnerhauptrolle des Hildy Johnson. Diese Rolle sollte ihm den Durchbruch als Filmschauspieler geben.
Während O’Brien in größeren Filmen meist den Freund des Hauptdarstellers verkörperte, war er bei kleineren Filmen auch selbst der Star. Viele seiner Rollen spielte O’Brien mit irischem Akzent, den er aber im wahren Leben nicht sprach. Obwohl er sich gegen den Beruf eines katholischen Priesters entschieden hatte, trug er das klerikale Gewand in seinen Filmen mehrfach. Das bekannteste Beispiel hierfür ist Michael Curtiz’ legendärer Gangsterfilm-Klassiker Chicago – Engel mit schmutzigen Gesichtern (1938), wo er neben James Cagney als Father Connelly die zweite Hauptrolle übernahm. Insgesamt stand O’Brien in den 1930er-Jahren mit Cagney achtmal vor der Kamera, in O’Briens letztem Film Ragtime (1981) traten die beiden nach 40 Jahren Pause nochmals wieder gemeinsam auf. Cagney und O’Brien hatten sich Mitte der 1920er-Jahre erstmals getroffen und bleiben ihr ganzes Leben über Freunde. Der Freundeskreis um die Schauspieler, zu dem auch Spencer Tracy und Frank McHugh gehörten, wurde als die Irish Mafia bekannt.
In den 1940er-Jahren spielte O’Brien den Baseball-Trainer Knute Rockne in der Filmbiografie Knute Rockne, All American, eine seiner populärsten Rollen in den USA, und wirkte an einer Reihe von Kriegsfilmen mit. In der Nachkriegszeit ließen die Filmangebote für O’Brien nach und er musste sich oft mit B-Filmen begnügen. Durch Vermittlung seines alten Freundes Spencer Tacy erhielt er Nebenrollen in dessen Filmen Der Mordprozess O'Hara (1950) und Das letzte Hurra (1958). Einer seiner wenigen Erfolge in dieser Zeit war Billy Wilders Komödie Manche mögen’s heiß, wo er – wie in vielen anderen Filmen auch – einen Polizeikommissar spielt, der die ersten zehn Minuten des Filmklassikers dominiert, dann aber nur noch zwei kleine Auftritte im Verlauf des Films hat. Seit den 1950er-Jahren stand O’Brien auch häufiger für Fernsehserien vor der Kamera. Er arbeitete bis kurz vor seinem Tod als Schauspieler, sein filmisches Schaffen umfasst insgesamt fast 150 Film- und Fernsehproduktionen.
Mit seiner Frau Eloise Taylor war er von 1931 bis zu seinem Tod verheiratet, sie hatten vier Kinder, von denen drei adoptiert wurden. Er starb an einem Herzinfarkt im Alter von 83 Jahren. Pat O’Brien ist mit zwei Sternen auf dem Hollywood Walk of Fame verewigt. Er wurde auf dem Friedhof Holy Cross Cemetery in Culver City in Kalifornien begraben.

## Filmografie (Auswahl)
- 1930: The Nightingale (Kurzfilm)
- 1931: Honor Among Lovers
- 1931: The Front Page
- 1931: Consolation Marriage
- 1932: Hell’s House
- 1932: Scandal for Sale
- 1932: Der Tag, an dem die Bank gestürmt wurde (American Madness)
- 1932: Unbescholten (Virtue)
- 1932: Air Mail
- 1932: Flaming Gold
- 1933: Destination Unknown
- 1933: Verschollen in New York (Bureau of Missing Persons)
- 1933: Sexbombe (Bombshell)
- 1934: Die Spielerin (Gambling Lady)
- 1934: Dickschädel (Here Comes the Navy)
- 1934: Liebeskadetten (Flirtation Walk)
- 1935: Devil Dogs of the Air
- 1935: Öl für die Lampen Chinas (Oil for the Lamps of China)
- 1935: The Irish in Us
- 1936: Höhe Null (Ceiling Zero)
- 1936: Kleine Stadt mit Tradition (I Married a Doctor)
- 1936: China Clipper
- 1937: San Quentin / Alternativtitel: Flucht aus San Quentin
- 1937: Ordnung ist das halbe Leben (The Great O’Malley)
- 1937: Slim
- 1938: Der kleine Star (Boy Meets Girl)
- 1938: Im Garten des Mondes (Garden of the Moon)
- 1938: Chicago – Engel mit schmutzigen Gesichtern (Angels with Dirty Faces)
- 1938: Swingtime in the Movies (Kurzfilm) (Cameo-Auftritt)
- 1940: The Fighting 69th
- 1940: 'Til We Meet Again
- 1940: Tropische Zone (Torrid Zone)
- 1940: Das Ultimatum für Bohrturm L 9 (Flowing Gold)
- 1940: Knute Rockne, All American
- 1942: Broadway
- 1942: Die Flotte bricht durch (The Navy Comes Through)
- 1943: Ohne Rücksicht auf Verluste (Bombardier)
- 1943: Die Stubenfee (His Butler’s Sister)
- 1944: Ledernacken (Marine Raiders)
- 1944: Secret Command
- 1946: Crack-Up
- 1947: Riffraff
- 1948: Fighting Father Dunne
- 1948: Der Junge mit den grünen Haaren (The Boy with Green Hair)
- 1950: Rollschuh-Fieber (The Fireball)
- 1951: Der Mordprozeß O’Hara (The People Against O’Hara)
- 1952: Okinawa
- 1954: Kalifornische Sinfonie (Jubilee Trail)
- 1954: Gala-Premiere (Ring of Fear)
- 1957: Morgen wirst Du mich töten (Kill Me Tomorrow)
- 1958: Das letzte Hurra (The Last Hurrah)
- 1959: Manche mögen’s heiß (Some Like It Hot)
- 1960–1961: Harrigan and Son (Fernsehserie, 34 Folgen)
- 1962: Der Weg nach Hongkong (The Road to Hong Kong) (Cameo-Auftritt)
- 1964/1967: Die Leute von der Shiloh Ranch (The Virginian, Fernsehserie, 2 Folgen)
- 1965: Revolver diskutieren nicht (Town Tamer)
- 1969: The Over-the-Hill Gang (Fernsehfilm)
- 1970: The Phynx (Cameo-Auftritt)
- 1972: Owen Marshall – Strafverteidiger (Counselor at Law, Fernsehserie, Folge 2x01)
- 1973: Ein Sheriff in New York (McCloud, Fernsehserie, Folge 4x01)
- 1975: Abenteuer der Lüfte (The Sky's the Limit)
- 1977: Billy Jack Goes to Washington
- 1978: Nobody is Perfect (The End)
- 1980/1982: Happy Days (Fernsehserie, 2 Folgen)
- 1981: Ragtime